# Вітроенергетика Данії
Вітроенерге́тика Да́нії
Данія входить до числа лідерів у галузі вітроенергетики. Вітроелектростанції (ВЕС) нині забезпечують 20 % її потреб в електроенергії. На 2025 рік планується довести цей показник до 50—75 %.
У Данії працює найбільша у світі, розташована на морському шельфі, зона вітрових електростанцій під назвою назва «Horns Reef». Використовуючи силу вітру, могутні турбіни, компактно розташовані в Північному морі за 20 км від міста Есб'єрг, здатні безперебійно постачати електрикою приблизно 150 тисяч будинків.